# Fallsburg (CDP)
Fallsburg est une census-designated place du comté de Sullivan, dans l'État de New York, aux États-Unis,. En 2020, elle compte une population de 1 862 habitants.